# Ibrahim Saad Al-Ibrahim
Ibrahim bin Saad bin Ibrahim al Ibrahim (arabisch ابراهيم بن سعد البراهيم; * 1944) ist ein saudischer Diplomat im Ruhestand.

## Werdegang
Von 1986 bis 1992 war er Botschafter in Tunis.
Von 1997 bis 2006 war er Botschafter in Kairo und Ständiger Vertreter bei der Arabischen Liga, wo er ab 2004 der Doyen des arabischen diplomatischen Korps war.
Von 2013 bis zum 20. Mai 2014 war er Botschafter in Abu Dhabi.
Vom 20. Mai 2014 bis am 12. Januar 2017 Botschafter in Stockholm.
Im Februar 2015 erklärte die schwedische Außenministerin Margot Wallström im schwedischen Parlament, Riad verletze die Rechte der Frauen und kritisierte die Auspeitschung von Raif Badawi. Für den 9. März 2015 war sie eingeladen, eine Rede auf der Außenministerkonferenz der Arabischen Liga in Kairo zu halten, diese veröffentlichte sie am Montag, dem 2. März 2015.
Am Mittwoch, den 4. März 2015, bezeichnete das saudische Außenministerium Margot Wallströms Bemerkungen als „beleidigend“ und als „eklatante Einmischung in seine inneren Angelegenheiten“ und setzte durch, dass sie von der Rednerliste gestrichen wurde.
Am 9. März 2015 kündigte die schwedische Regierung an, die im Mai 2015 auslaufende Vereinbarung zu etwa sieben Millionen Schwedische Kronen jährliche Rüstungsverkäufe nicht zu verlängern.
Worauf am Mittwoch, dem 11. März 2015, die saudische Regierung ihren Botschafter Ibrahim bin Saad bin Ibrahim Al Ibrahim aus Stockholm abzog.
Am 27. März 2015 wurde die Rückkehr des Botschafters nach Stockholm angekündigt.